# هامت إل. بوين جونيور
هامت إل. بوين جونيور (بالإنجليزية: Hammett L. Bowen, Jr.)‏ هو عسكري أمريكي، ولد في 30 نوفمبر 1947 في لاغرانغ في الولايات المتحدة، وتوفي في 27 يونيو 1969 في محافظة بنه ديونغ في فيتنام.